# Arné
Arné é uma comuna francesa na região administrativa de Occitânia, no departamento dos Altos Pirenéus. Estende-se por uma área de 8,34 km², Em 2010 a comuna tinha 215 habitantes (densidade: 25,8 hab./km²)..